# Exacompta Clairefontaine
Exacompta Clairefontaine est un holding du secteur de la papeterie créé en 1996 par le regroupement des entreprises Exacompta, Clairefontaine et AFA. Avec le rachat de Rhodia en 1997 et de Éditions Quo Vadis en 1999, le groupe est premier en France quant aux parts de marché, face à son concurrent Hamelin. Le capital de la société est toujours détenu à 80,5 % par la famille Nusse.
Grâce à une intégration verticale des productions de ses filiales, le groupe Exacompta Clairefontaine est en 2014 le seul groupe en Europe de l’Ouest à être à la fois producteur et transformateur de papier.
La société est cotée en bourse, sur le marché Euronext Growth Paris, éligible au PEA PME.
En mars 2019, une offre publique d'achat est lancée sur le groupe suisse Biella.

## Actionnaires
| Nom                          | Actions | %      |
| Nusse Family                 | 910 395 | 80,5%  |
| Financière de l'Échiquier SA | 139 569 | 12,3%  |
| Inversis Gestión SGIIC SA    | 154     | 0,014% |

Mise à jour le 27 avril 2019.

## Démarche environnementale
L'ensemble de la fabrication de papier du groupe provient de bois issus de forêts certifiées PEFC ou FSC. L'éco-label Ange bleu est quant à lui attribué à plusieurs produits du groupe.